# Stadion Graz-Liebenau
Le Graz-Liebenau-Stadion, anciennement connu sous le nom Arnold-Schwarzenegger-Stadion est le stade de football de la ville de Graz, en Autriche. Il accueille les matchs des équipes de football du Grazer AK et du SK Sturm Graz.
Après la décision d'Arnold Schwarzenegger de ne pas gracier le condamné à mort Stanley Williams et à sa demande, le stade fut renommé en Graz-Liebenau-Stadion. Entre 2006 et 2016, le stade est nommé UPC-Arena. Depuis, il est nommé Merkur Arena.